# Paraspermophora
Paraspermophora perplexa
Genre
Espèce
Paraspermophora est un  genre fossile d'araignées aranéomorphes de la famille des Pholcidae.

## Distribution
Les espèces de ce genre ont été découvertes dans de l'ambre de la mer Baltique en Russie et de Bitterfeld en Saxe-Anhalt en Allemagne. Elles datent du Paléogène.

## Liste des espèces
Selon The World Spider Catalog 14.5 :
- Paraspermophora bitterfeldensis Wunderlich, 2004
- Paraspermophora perplexa Wunderlich, 2004

## Publication originale
: document utilisé comme source pour la rédaction de cet article.
- (en) Jörg Wunderlich, Fossil spiders (Araneae) of the superfamily Dysderoidea in Baltic and Dominican amber, with revised family diagnoses., vol. 3, coll. « Beiträge zur Araneologie », 2004, 633–746 p. .